# Championnat de Taïwan féminin de football
Le Championnat de Taïwan de football féminin, nommé la Ligue de football Mulan de Taïwan (chinois traditionnel : 台灣木蘭足球聯賽 ; chinois simplifié : 台湾木兰足球联赛), est le seul niveau du football féminin semi-professionnel à Taïwan. 

## Histoire
La Ligue Mulan est fondée en 2014 et remplace l’ancienne Division 1 (zh). Le nom « Mulan », qui vient de Hua Mulan, est aussi le surnom de l’Équipe de Taipei chinois féminine de football.

## Organisation

### Format de la compétition
| \| Taichung Hualien Kaohsiung Taipei Taoyuan (municipalité spéciale de Taïwan) Nouveau Taipei \| Localisation des clubs engagés dans · le championnat 2021. |
| Taichung Hualien Kaohsiung Taipei Taoyuan (municipalité spéciale de Taïwan) Nouveau Taipei                                                                  |

En 2021, six clubs taïwanais participent à une série de 45 rencontres jouées pendant la saison. Le classement est calculé avec le barème de points suivant : une victoire vaut trois points, une match nul vaut un point, et une défaite ne rapporte aucun point. Les critères de départage entre plusieurs équipes au même nombre de points, dans l'ordre d'importance, sont ci-dessous : 
- La plus grande différence de buts en général ;
- Le plus grand nombre de buts en général ;
- Le plus petit nombre de cartons de pénalité.

| Club                     | Ville          | Stade                           | Fondation |
| ------------------------ | -------------- | ------------------------------- | --------- |
| Hang Yuan Nouveau Taipei | Nouveau Taipei | Université Fu-Jen               | 2017      |
| Hualien                  | Hualien        | Stade de l’atlétisme de Hualien | 2014      |
| Kaohsiung Attackers      | Kaohsiung      | Stade national                  | 2016      |
| Taichung Blue Whale FC   | Taichung       | Stade municipal de Fengyuan     | 2014      |
| Taipei Bravo             | Taipei         | Stade municipal de Taipei       | 2017      |
| Taoyuan Mars             | Taoyuan        |                                 | 2022      |

## Palmarès et statistiques

### Palmarès
| Rang | Équipes                | Titre(s) | Année(s)                     |
| ---- | ---------------------- | -------- | ---------------------------- |
| 1re  | Hualien                | 5        | 2014, 2015, 2016, 2020, 2022 |
| 2e   | Taichung Blue Whale FC | 4        | 2017, 2018, 2019, 2021       |
| 3e   | Kaohsiung Attackers    | 1        | 2024                         |

### Bilan par édition
| Édition | Saison | Champion                        | Champion               | Vice-champion          | Troisième                 |
| ------- | ------ | ------------------------------- | ---------------------- | ---------------------- | ------------------------- |
| 1re     | 2014   | Hualien                         | Hualien                | Hsinchu FC             | Taipei SCSC               |
| 2e      | 2015   | Hualien                         | Hualien                | Taichung Blue Whale FC | Hsinchu FC                |
| 3e      | 2016   | Hualien                         | Hualien                | Hsinchu FC             | Taichung Blue Whale FC    |
| Édition | Saison | Champion (Séries éliminatoires) | Saison régulière       | Saison régulière       | Saison régulière          |
| Édition | Saison | Champion (Séries éliminatoires) | Champion               | Vice-champion          | Troisième                 |
| 4e      | 2017   | Taichung Blue Whale FC          | Taipei Play One        | Taichung Blue Whale FC | Hualien                   |
| 5e      | 2018   | Taichung Blue Whale FC          | Taichung Blue Whale FC | Taipei Play One        | Hualien                   |
| 6e      | 2019   | Taichung Blue Whale FC          | Taichung Blue Whale FC | Taipei Bravo           | Hualien                   |
| Édition | Saison | Champion (Coupe de la ligue)    | Saison régulière       | Saison régulière       | Saison régulière          |
| Édition | Saison | Champion (Coupe de la ligue)    | Champion               | Vice-champion          | Troisième                 |
| 7e      | 2020   | Hualien                         | Hualien                | Taichung Blue Whale FC | Taipei Bravo              |
| Édition | Saison | Champion                        | Champion               | Vice-champion          | Troisième                 |
| 8e      | 2021   | Taichung Blue Whale FC          | Taichung Blue Whale FC | Hualien                | Kaohsiung Sunny Bank (zh) |
| 9e      | 2022   | Hualien                         | Hualien                | Taichung Blue Whale FC | Kaohsiung Sunny Bank (zh) |
| 10e     | 2023   | Taichung Blue Whale FC          | Taichung Blue Whale FC | New Taipei Hang Yuen   | Kaohsiung Sunny Bank (zh) |
| 11e     | 2024   | Kaohsiung Attackers             | Kaohsiung Attackers    | Taichung Blue Whale FC | New Taipei Hang Yuen      |